# Hello (bài hát của Karmin)
"Hello" là một bài hát của cặp đôi ca sĩ người Mỹ Karmin. Đây là đĩa đơn chính thức thứ hai trích từ đĩa mở rộng đầu tay cùng tên của họ, được sáng tác bởi chính hai thành viên trong nhóm nhạc, Amy Heidemann và Nick Noonan, cùng với nhóm sản xuất Stargate, Claude Kelly, Nick Noonan và Autumn Rowe. Bài hát được gửi đến đài phát thanh mainstream vào ngày 31 tháng 7 năm 2012.
Hello thể hiện khá tốt về mặt thương mại, khi đạt ngôi đầu bảng Hot Dance Club Songs và đồng thời đạt đến top 70 tại Billboard Hot 100 của Hoa Kỳ. Một video âm nhạc cho đĩa đơn này được chính thức phát hành vào ngày 7 tháng 8 năm 2012 trên tài khoản VEVO. Với bối cảnh ở khu phố Tàu, cả Amy và Nick đều xuất hiện trên nhiều hình ảnh các kiến trúc mang đậm tính Á đông, trong đó có bao gồm hình ảnh của Lầu Ngũ Phụng thuộc Đại Nội tại Huế. Hiện đây đang là một trong những video có nhiều lượt xem nhất của nhóm, khi đã vượt hơn 15 triệu lượt xem, tính đến cuối tháng 8 năm 2013.

## Video âm nhạc

### Bối cảnh và phát hành
Karmin thực hiện video âm nhạc cho "Hello" tại Khu phố Tàu ở Los Angeles vào tháng 6 năm 2012. Một đoạn quảng cáo cho video dài 45 giây được đăng tải trên kênh YouTube chính thức của Karmin vào ngày 4 tháng 8 năm 2012. Sau cùng, video âm nhạc chính thức dài 3 phút 58 giây được phát hành trên MTV, VH1, và VEVO vào ngày 7 tháng 8 năm 2012.

### Nội dung
Trong video, Amy xuất hiện khi đang đi bộ và đạp xe trong dòng người của một khu phố Tàu với nhiều khoảng thời gian khác nhau. Xen vào đó là nhiều phân cảnh mang tính thiên nhiên được phát nhanh như cảnh hoa nở, mây trôi, cây đâm chồi, bướm rút khỏi kén. Cùng với đó, những hình ảnh về các thành phố, địa điểm lớn của châu Á như Trung Quốc, Nhật Bản cũng được trình chiếu xen kẽ trong video. Ở phút 1:18, hình ảnh của Lầu Ngũ Phụng thuộc Đại Nội, Huế được chiếu lướt qua trong vòng khoảng 2 giây, rồi chuyển tiếp vào đoạn của Amy khi đang hát trên một đoạn tòa cổ. Nick ban đầu xuất hiện trong một cảnh ở phòng vệ sinh, khi anh đang tự cắt tóc của mình, và sau đó đến ôm Amy. Ở cảnh cuối cùng trong video, anh chở Amy rời khỏi khu phố Tàu bằng một chiếc xe mui trần màu đỏ.

## Xếp hạng
| Bảng xếp hạng (2012)                | Vị trí cao nhất |
| ----------------------------------- | --------------- |
| Úc (ARIA Singles Chart)             | 72              |
| Canada (Canadian Hot 100)           | 72              |
| New Zealand (Recorded Music NZ)     | 21              |
| US Billboard Hot 100                | 62              |
| US Pop Songs (Billboard)            | 16              |
| US Hot Dance Club Songs (Billboard) | 1               |
| US Adult Pop Songs (Billboard)      | 35              |

## Lịch sử phát hành
| Quốc gia | Ngày                 | Định dạng                       | Hãng đĩa          |
| -------- | -------------------- | ------------------------------- | ----------------- |
| Hoa Kỳ   | 31 tháng 7 năm 2012  | Đài mainstream, tải kỹ thuật số | Epic              |
| Đài Loan | 9 tháng 9 năm 2012   | Tải kỹ thuật số                 | Sony Music Taiwan |
| Anh      | 18 tháng 11 năm 2012 | Tải kỹ thuật số                 | Epic              |

## Liên kết khác
- Official Video lời nhạc trên YouTube
- Official Video âm nhạc trên YouTube